# Grand Hotel, Oslo
Grand Hotel är ett hotell i Oslo i Norge. Hotellet ligger centralt på Karl Johans gate och mellan Stortinget och det Kungliga slottet. Den har 290 hotellrum och två restauranger.
Hotellet öppnades 5 augusti 1874 av konditorn Julius Fritzner.